# Blaauwhof
Blaauwhof is een woonwijk in Joure. Het is de eerste nieuwbouwwijk van Joure en is hoofdzakelijk gebouwd in de jaren 50 van de twintigste eeuw. Blaauwhof ligt tussen de Midstraat, Scheen, Sewei en Harddraversweg. De wijk is genoemd naar een boomkwekerij die op de plek van de huidige wijk lag.
Blaauwhof was in 2011 de Jouster wijk met het hoogste percentage huurwoningen (56%). Het overgrote deel hiervan (86%) is sociale woningbouw.

## Geschiedenis
In 1710 wordt de Hoge Zomerdijk aangelegd, ter bescherming van het tuinbouwgebied ten zuiden van Joure. Ondernemer Krijn Wijbrens legt er in 1749 de boomgaard Blaauwhof aan. Zijn erfgenamen, die later de achternaam Taconis zullen dragen, bouwen het bedrijf uit. Het bedrijf werd in 1875 hofleverancier.

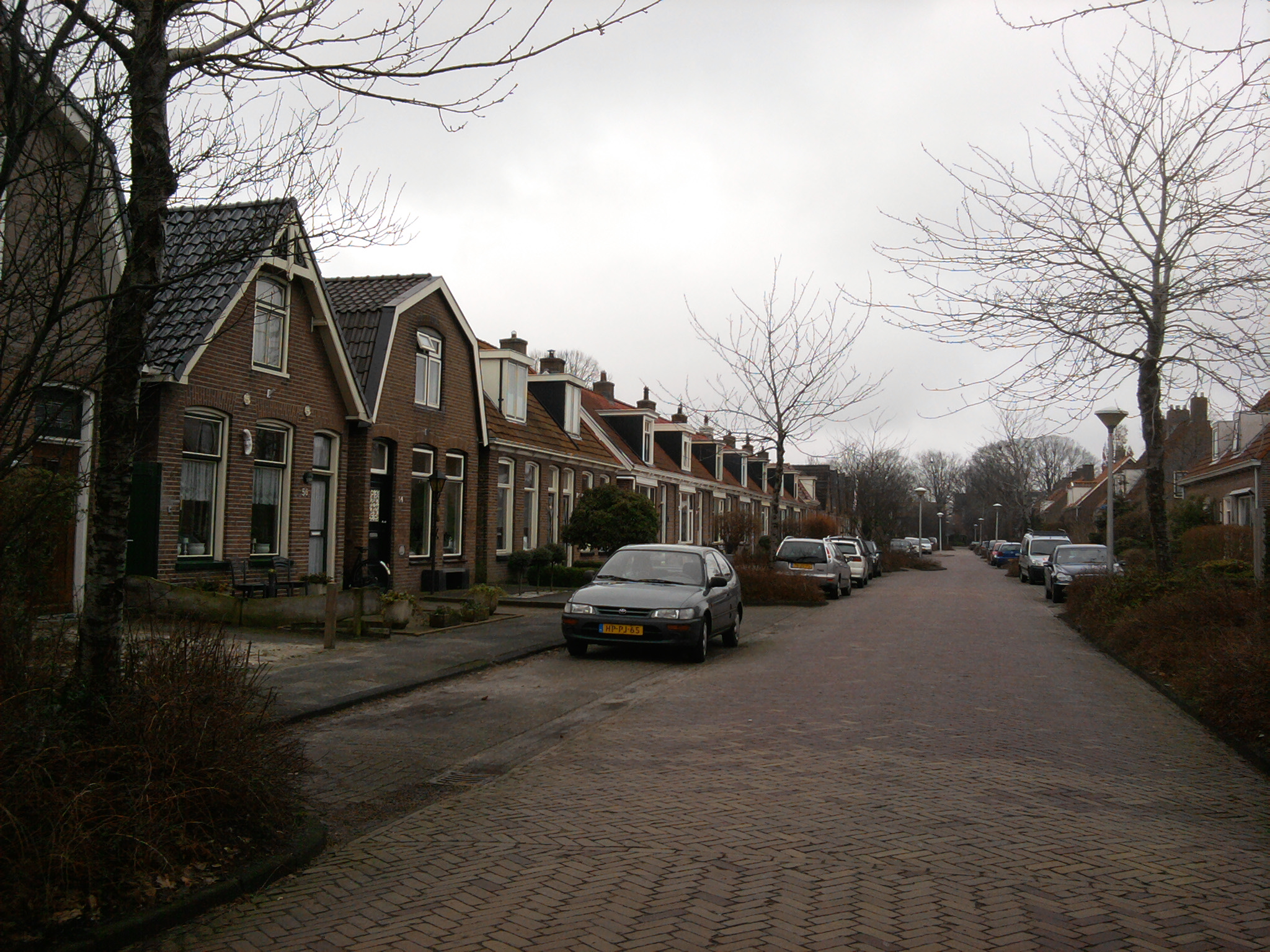
De Bûtsingel is een van de oudste straatjes in de wijk Blaauwhof.

Vanaf het einde van de 19e eeuw worden in het gebied de eerste woningen gebouwd. Woningbouwvereniging Werkmanslust laat rond 1890 huisjes bouwen aan de latere Bûtsingel. De arbeiderswoningen zijn gebouwd aan een buitensingel van de voormalige State Baerdt van grietman Hobbe van Baerdt uit de 17e eeuw.
In de jaren 20 van de 20 eeuw wordt het land ten zuiden van de rooms-katholieke kerk gebruikt om katholieke instellingen te bouwen, zoals een lagere school (1926), parochiehuis (1929) en bejaardenhuis (1930). Ook wordt er een Katholieke begraafplaats ingewijd in 1928. Dit komt tot stand nadat Wietske Tadema-Rijpkema land en geld aan de Jouster parochie schenkt. In 1960 wordt een straat met aanleunwoningen naar haar vernoemd.
De Maatschappij tot Nut van 't Algemeen koopt in 1928 kwekerijgrond aan en laat daar een drafbaan bouwen die ook als ijsbaan gebruikt kan worden. Op deze baan worden sinds 1986 de Friese Ballonfeesten gehouden. Delen van de Friese film De Gouden Swipe van Steven de Jong uit 1996 zijn op deze baan gedraaid.

### Nieuwbouwplannen

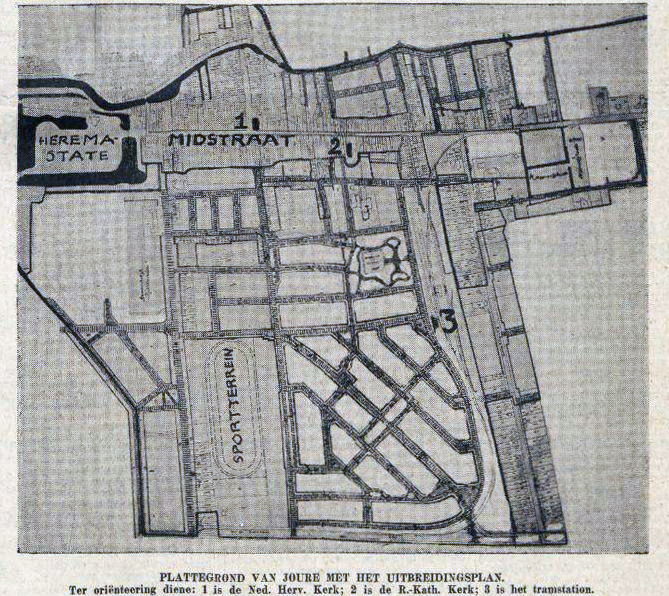
Het eerste plan voor de Blaauwhof uit 1937. Alleen het gedeelte dat direct tussen de Midstraat en het sportterrein ligt, lijkt op het stratenplan van de huidige wijk.

In 1932 wordt gesproken over een uitbreidingsplan voor Joure tussen de Harddraversweg en Scheen. De plannen hingen samen met de bouw van Rijksweg 43. Door de komst van rijksweg wordt Joure beter bereikbaar en wordt het plan van een nieuwbouwwijk levensvatbaar, schrijft het Nieuwsblad van Friesland. In een vroeg plan uit 1937 staat dat huizen zowel voor- als achterhuis zon zullen hebben en dat de wijk ruim wordt opgezet.
In 1941 wordt een nieuw uitbreidingsplan door de gemeenteraad aangenomen. Dit plan is veel kleiner dan eerdere plannen. Het beslaat enkel het gebied ten noorden van de huidige Uilke Boonstralaan. De ontwerper, Leeuwarder architect A. Baart, verwacht dat het lang zal duren voordat zijn plan is volgebouwd. Baart wil dat huizen die in de buurt van het centrum staan, dichter op elkaar komen te staan dan huizen die zich verder van het centrum bevinden. In zijn plan laat hij ruimte vrij voor toekomstige uitbreidingsplannen. Na enkele aanpassingen van het plan, besluit de gemeenteraad in 1947 om de eerste huizen te gaan bouwen in de Blaauwhof.

### De bouw
De wijk groeit onverwacht snel. Volgens de Friese Koerier is al binnen vijf jaar volgebouwd, waar vijftien jaar voor was gerekend. De gemeente Haskerland mag van het Rijk veel woningen bouwen, omdat ze krotwoningen opruimt elders in de gemeente. Die vervangende huizen komen veelal in de Blaauwhof te staan.
De bouw begint aan de westkant van de wijk met de straatjes tussen de Bûtsingel en de Midstraat. Vervolgens wordt het deel tussen de Bûtsingel en de drafbaan aangelegd. Ten slotte worden de wegen doorgetrokken tot aan de Scheen en wordt het deel tussen de Uilke Boonstralaan en Blauwhoflaan aanlegd. Voor de aanleg van de wijk worden in de Midstraat enkele winkels afgebroken. Zo kan de Pastorielaan, de belangrijkste noord-zuid-verbinding, met de Midstraat worden verbonden.
De uitbreidingsplannen omvatten niet het terrein tussen de Blaauwhoflaan en de Hoge Zomerdijk. In het gebied nabij de Harddraversweg komen sportvelden van SC Joure. Door de jaren heen komen er steeds meer speelvelden bij. Het oostelijke deel was lange tijd eigendom van de Fraters van Tilburg, en bleef nog decennia onbebouwd. Rond 1994 kopen twee vastgoedbedrijven daar gezamenlijk grond op, om een villabuurt te ontwikkelen: Groenhof. Hier komen bijna alleen vrijstaande woningen te staan, op kavels die allemaal aan water grenzen. Daar omheen is een parkje aangelegd. Het contrast is groot met de rest van de wijk, waar rijtjeshuizen de boventoon voeren.

### Tram

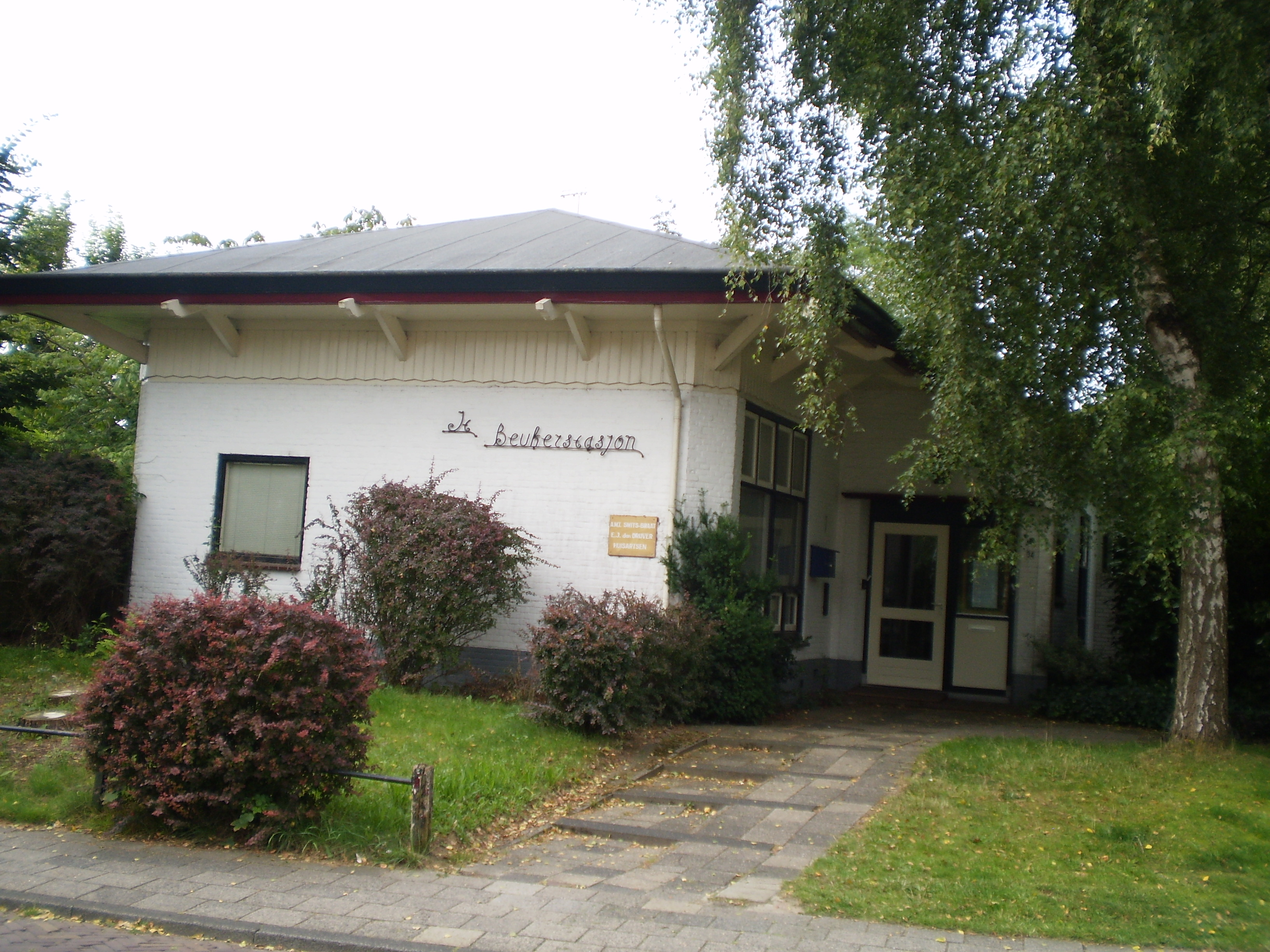
Het voormalige tramstation van Joure (1922).

De Nederlandsche Tramweg Maatschappij (N.T.M.) opent in 1901 de tramlijn Joure - Lemmer. De rails komen enkele tientallen meters westelijk van de toenmalige Lemsterweg (nu: Scheen) te liggen, in de huidige wijk Blaauwhof. In 1922 wordt een tramstation geopend. Na de voltooiing van de rijksweg tussen Sneek en Heerenveen neemt het aantal passagiers van de stoomtram drastisch af. In 1947 besluit de N.T.M. het personenvervoer te staken. Goederen worden nog wel vervoerd tot 1968. Daarna worden de rails opgeruimd.
Op het moment dat de wijk Blaauwhof wordt gebouwd, is de tram zichtbaar in het straatbeeld. Tussen het eerste en tweede blok van de Stationsstraat zit bijvoorbeeld enkele tientallen meters ruimte, zodat de tram er tussendoor kon rijden. Het tracé vervolgde door de stationsstraat, langs de achterkant van de Haverkamp en Op de Bouwen. Nadat het spoor was opgeruimd, is dit deel een parkeerplaats geworden. Het voormalige Spoor van Joure naar Sneek boog hier met een bocht in westelijke richting. Daar ligt tegenwoordig een voetpad.

## Straatnamen
De straatnamen in de Blaauwhof zijn gevarieerd. De straten in het gedeelte ten noorden van de Bûtsingel zijn genoemd naar bomen (Beukenlaan, Eikenlaan, Lindenlaan,). Ten zuiden van de Bûtsingel zijn ze genoemd naar personen die voor de Friese taal streden, als Geert Aeilco Wumkes en Waling Dijkstra. Straten ten zuiden van de Uilke Boonstralaan (Friese verzetsstrijder), hebben een relatie tot het boomkwekerijverleden van het gebied (Kwekerijstraat, Op de Bouwen). Ook zijn er namen in de wijk die verwijzen naar de (voormalige) gebouwen in de buurt, zoals de Stationsstraat (leidt naar het oude tramstation), Pelmolensstraat (die stonden in de buurt van de straat).

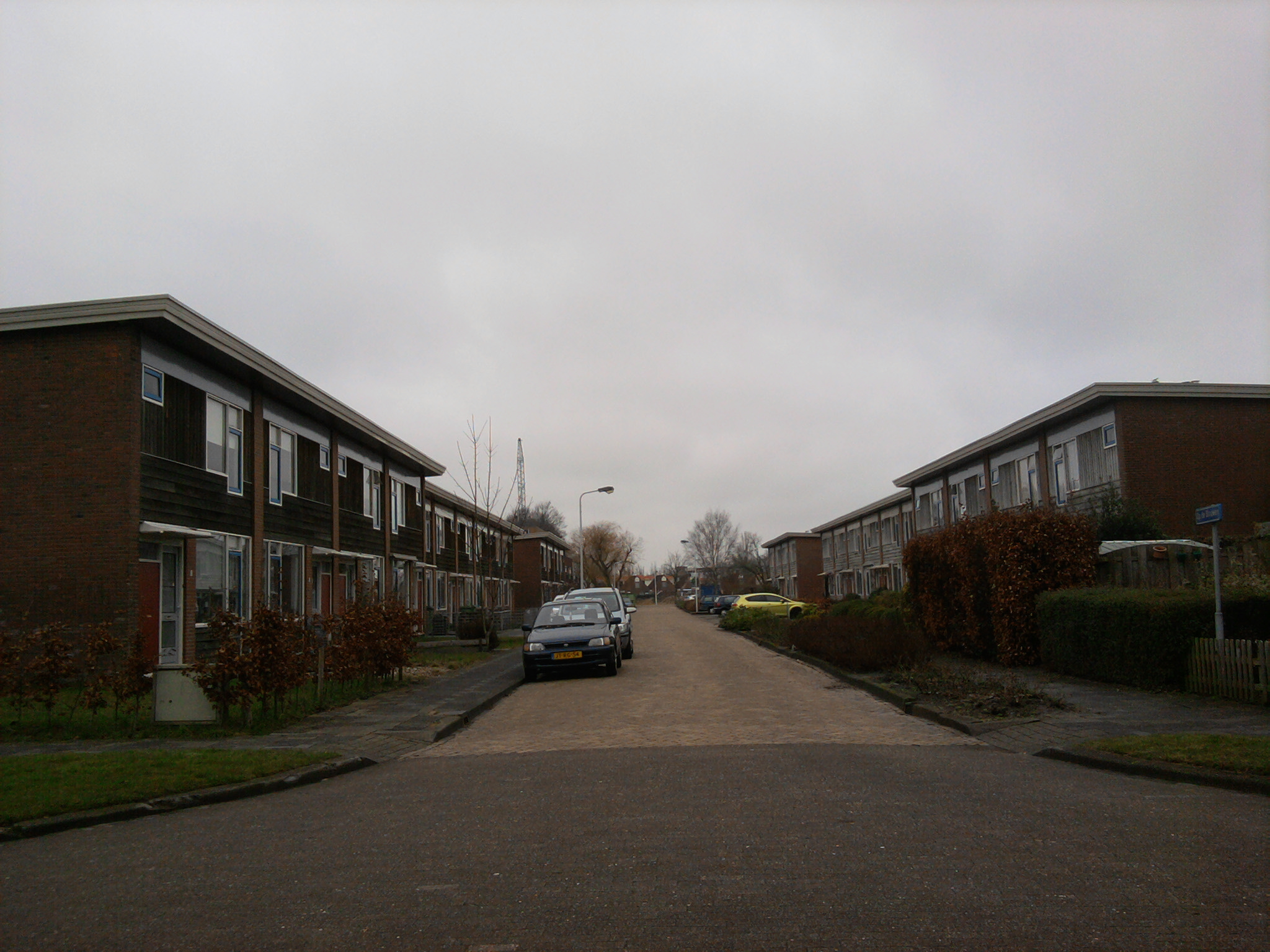
Straatbeeld Op de Bouwen.

Sommige straten zijn enkeltalig Nederlands, andere hebben ook een Friese variant. Toen de gemeente in 1952 eentalig Friese namen voorstelde voor straten die naar voorvechters van die taal genoemd waren, werd ze teruggefloten door het Rijk. Friese straatnamen zouden de rijkstaal (het Nederlands) belemmeren. Het Fries werd vier jaar later erkend als officiële rijkstaal in Friesland.
Tegenwoordig zijn straatnamen in de wijk zijn in principe tweetalig. Toch wordt dit op nieuwe straatnaamborden niet consequent doorgevoerd. Bij straten als de Haverkamp (Hjouwerkamp) en Pelmolensstraat (Pelmounenstrjitte) is de Friese vorm op nieuwe borden verdwenen. Andere straten hebben zowel tweetalige als enkeltalig Nederlandse naambordjes.

## Scholen

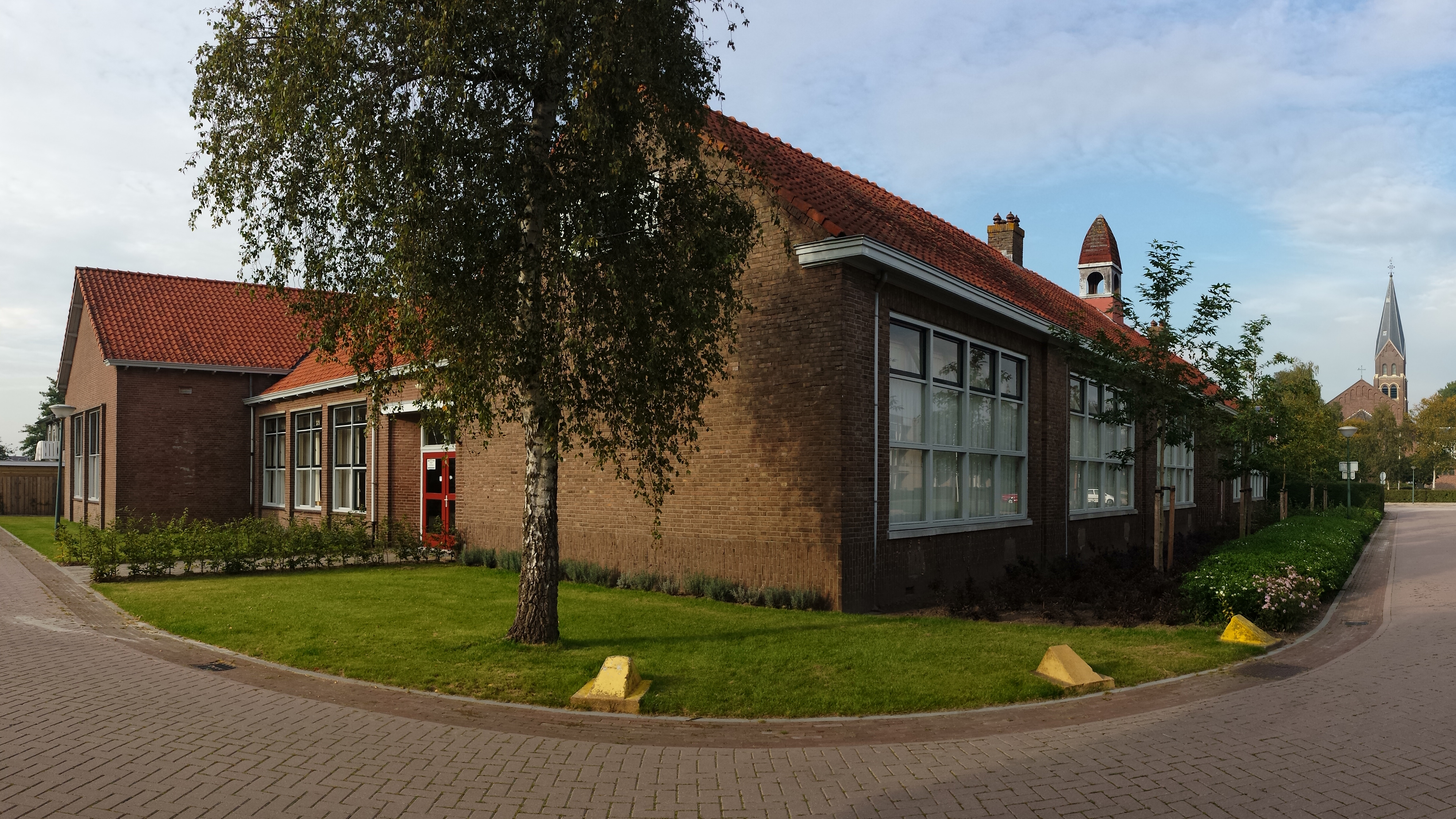
De voormalige Sint Bonifatiusschool is nu een kledinguitleen.

Tot de jaren negentig van de twintigste eeuw staan in de wijk zeven lagere- en middelbare scholen. In het laatste decennium van de eeuw zijn er fusies van de verschillende scholen. Begin 21e eeuw vertrekken bijna alle onderwijsinstellingen uit de wijk. Op de vrijgekomen locaties worden hoofdzakelijk seniorenwoningen gebouwd.
Blaauwhof · Broek Zuid · Jonkersland · Oud-Joure · Schepenkwartier · Skipsleat · Westermeer · Wyldehoarne · Zuiderveld